# La Proie des nonnes
Pour plus de détails, voir Fiche technique et Distribution.
La Proie des nonnes (L'arma, l'ora, il movente) est un giallo italien co-écrit, produit et réalisé par Francesco Mazzei et sorti en 1972.
Il s'agit du premier giallo montrant un prêtre corrompu comme victime d'un crime, une intrigue qui allait devenir un topos du genre. Le co-scénariste Marcello Aliprandi a ensuite réalisé un autre film semblable en 1982, impliquant un meurtre dans un milieu catholique, intitulé Meurtre au Vatican.

## Synopsis
Don Giorgio est un jeune et beau prêtre qui a deux maîtresses, toutes deux enseignantes dans l'école religieuse où il enseigne également. Il s'agit de Giulia, la femme d'un professionnel, et Orchidea, l'épouse d'un riche constructeur. Le prêtre vit la situation de manière conflictuelle : d'une part, il se sent attiré par les deux femmes, d'autre part, il éprouve un profond sentiment de malaise. C'est pourquoi il décide de rompre définitivement sa relation avec ses deux maîtresses. Face à la décision de Don Giorgio, Orchidea, qui semble ignorer que l'homme a une autre maîtresse, réagit amèrement mais semble s'en accommoder. Quant à Giulia, elle manifeste une détresse agressive car elle était convaincue que, ayant quitté Orchidea, il ne se consacrerait qu'à elle.
Peu de temps après, durant une nuit, le jeune prêtre est assassiné dans l'église. Ferruccio, un petit enfant trouvé logé dans les chambres d'hôtes du couvent voisin, est le témoin du meurtre : d'une fenêtre de sa chambre, en effet, on accède à un grenier d'où l'enfant a l'habitude d'épier ce qui se passe dans l'église en contrebas. Quand le cadavre est découvert, le commissaire Franco Boito est appelé à mener l'enquête sur le meurtre. Le commissaire connaît Orchidea et devient bientôt son amant. Peu après, Giulia est également assassinée ; le commissaire soupçonne alors que le meurtrier est le mari d'Orchidea : l'homme semble avoir un alibi en béton, sauf que la nuit du meurtre de Don Giorgio, l'heure d'été est entrée en vigueur, créant une fenêtre de temps suffisante pour tuer le prêtre. L'ingénieur Durantini est alors accusé du crime et, le lendemain, il est retrouvé mort d'une balle dans la tempe dans son bureau, fermé de l'intérieur ; dans le tiroir de son bureau, le commissaire trouve le couteau qui a tué Don Giorgio et Giulia : à ce stade, étant donné que l'homme est accusé d'avoir « l'arme, l'heure et le motif » du crime, l'affaire semble résolue.

## Fiche technique
- Titre français : La Proie des nonnes ou La Proie des vierges[4]
- Titre original italien : L'arma, l'ora, il movente[5]
- Réalisation : Francesco Mazzei
- Scenario : Francesco Mazzei, Marcello Aliprandi, Mario Bianchi, Vinicio Marinucci (it), Bruno Di Geronimo
- Photographie : Giovanni Ciarlo
- Montage : Alberto Gallitti
- Musique : Francesco De Masi
- Effets spéciaux : Carlo Rambaldi
- Décors : Antonio De Roia
- Costumes : Fiorenzo Senese (it)
- Maquillage : Claudia Giustini
- Production : Francesco Mazzei
- Société de production : Julia Film
- Société de distribution : Panta Cinematografica (Italie)
- Pays de production :  Italie
- Langue originale : italien
- Format : Couleurs - 1,85:1 - Son mono
- Durée : 100 minutes
- Genre : Giallo
- Dates de sortie :
  - Italie : 22 novembre 1972
  - France : 21 avril 1976[4]

## Distribution
- Renzo Montagnani : Commissaire Franco Boito
- Bedy Moratti : Orchidea Durantini
- Eva Czemerys : Giulia Pisani
- Arturo Trina : Ferruccio, le petit garçon
- Claudia Gravy : Sœur Tarquinia
- Maurizio Bonuglia : Don Giorgio
- Adolfo Belletti : Anselmo Barsetti, le sacristain
- Gina Mascetti : la mère supérieure
- Francesco D'Adda : Pisani, le mari de Giulia
- Salvatore Puntillo : Moriconi
- Lorenzo Piani : l'envoyé du vicaire épiscopal
- Arnaldo Bellofiore : Aristide, le mari d'Orchidea
- Alcira Harris